# کودکان ذرت ۵: زمین‌های وحشت
کودکان ذرت ۵: زمین‌های وحشت (انگلیسی: Children of the Corn V: Fields of Terror) فیلمی در ژانر ترسناک است که در سال ۱۹۹۸ منتشر شد.

## بازیگران
- استیسی گالینا
- آلکسیس آرکت
- اوا مندس
- گرگ وان
- فرد ویلیامسون
- کین هادر
- دیوید کارادین
- آدام وایلی
- آنجلا جونز